# Палмер (Теннессі)
Палмер (англ. Palmer) — місто (англ. town) в США, в окрузі Ґранді штату Теннессі. Населення — 551 особа (2020).

## Географія
Палмер розташований за координатами 35°21′27″ пн. ш. 85°33′56″ зх. д. / 35.35750° пн. ш. 85.56556° зх. д. (35.357486, -85.565580).  За даними Бюро перепису населення США в 2010 році місто мало площу 12,80 км², уся площа — суходіл.

## Демографія
Згідно з переписом 2010 року, у місті мешкали 672 особи в 268 домогосподарствах у складі 177 родин. Густота населення становила 53 особи/км².  Було 294 помешкання (23/км²).
Расовий склад населення:
| - 98,7 % — білих - 0,6 % — корінних американців |

До двох чи більше рас належало 0,7 %. Частка іспаномовних становила 0,0 % від усіх жителів.
За віковим діапазоном населення розподілялося таким чином: 23,8 % — особи молодші 18 років, 58,0 % — особи у віці 18—64 років, 18,2 % — особи у віці 65 років та старші. Медіана віку мешканця становила 42,3 року. На 100 осіб жіночої статі у місті припадало 103,6 чоловіків;  на 100 жінок у віці від 18 років та старших — 100,0 чоловіків також старших 18 років.
Середній дохід на одне домашнє господарство  становив 28 375 доларів США (медіана — 21 000), а середній дохід на одну сім'ю — 32 936 доларів (медіана — 25 069). Медіана доходів становила 27 143 долари для чоловіків та 22 778 доларів для жінок. За межею бідності перебувало 35,8 % осіб, у тому числі 51,0 % дітей у віці до 18 років та 21,0 % осіб у віці 65 років та старших.
Цивільне працевлаштоване населення становило 199 осіб. Основні галузі зайнятості: виробництво — 23,1 %, будівництво — 23,1 %, роздрібна торгівля — 14,1 %, освіта, охорона здоров'я та соціальна допомога — 10,6 %.